# Ургалинский сельсовет
Ургалинский сельсовет — муниципальное образование в Белокатайском районе Башкортостана.

## История
Согласно «Закону о границах, статусе и административных центрах муниципальных образований в Республике Башкортостан» имеет статус сельского поселения. В 2008 году в состав сельсовета вошёл Карантравский сельсовет.
Закон Республики Башкортостан от 19.11.2008 N 49-З «Об изменениях в административно-территориальном устройстве Республики Башкортостан в связи с объединением отдельных сельсоветов и передачей населённых пунктов», ст.1 9) гласит:

 "Внести следующие изменения в административно-территориальное устройство Республики Башкортостан:

объединить Ургалинский и Карантравский сельсоветы с сохранением наименования «Ургалинский» с административным центром в селе Ургала.
Включить село Карантрав, деревню Юлдашево Карантравского сельсовета в
состав Ургалинского сельсовета.

Утвердить границы Ургалинского сельсовета согласно представленной схематической карте.

Исключить из учётных данных Карантравский сельсовет

## Население
| 2002  | 2009  | 2010  | 2012  | 2013  | 2014  | 2015  |
| ----- | ----- | ----- | ----- | ----- | ----- | ----- |
| 2729  | ↗2850 | ↘2488 | ↘2430 | ↘2418 | ↘2358 | ↘2310 |
| 2016  | 2017  |       |       |       |       |       |
| ↘2277 | ↘2223 |       |       |       |       |       |

## Состав сельского поселения
| № | Населённый пункт | Тип населённого пункта       | Население |
| - | ---------------- | ---------------------------- | --------- |
| 1 | Ургала           | село, административный центр | ↘1672     |
| 2 | Карантрав        | село                         | ↘264      |
| 3 | Абсалямово       | деревня                      | ↘244      |
| 4 | Хайбатово        | деревня                      | ↘143      |
| 5 | Юлдашево         | деревня                      | ↘102      |
| 6 | Морозовка        | деревня                      | ↘63       |